# 音羽バスストップ

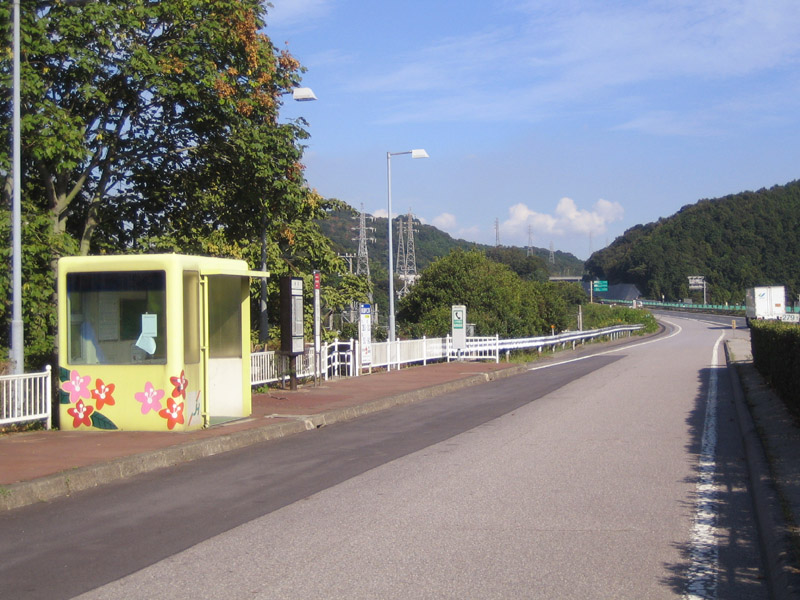
音羽バスストップ

音羽バスストップ（おとわバスストップ）は、愛知県豊川市赤坂町の東名高速道路本線上にあるバス停留所である。東名音羽（とうめいおとわ）ともいう。

## 概要
豊鉄バスのほの国号（豊橋 - 京都線）が停車する。2014年（平成26年）9月1日からは遠鉄バス（遠州鉄道）のe-wingも停車を開始した。

## 歴史
- 1975年（昭和50年）10月1日 - 開設。
- 2024年（令和6年）10月31日 - この日をもって東名ハイウェイバスの停車がなくなる。[1]

## 隣接のバス停
- 京都ほの国号
東名本宿 - 東名音羽 - 東名豊川
京都駅行き乗車、豊橋駅行き降車のみ扱い。
- 京都イーライナー
長島温泉 - 東名音羽 - 東名豊川
京都駅行き乗車、浜松駅行き降車のみ扱い。
- 大阪イーライナー
京都深草 - 東名音羽 - 東名豊川
USJ行き乗車、浜松駅行き降車のみ扱い。
- e-wing
中部国際空港 - 東名音羽 - 東名豊川
中部国際空港行き乗車、浜松駅・掛川IC駐車場方面行き降車のみ扱い。

## 乗り換え
- 名鉄名古屋本線 名電赤坂駅下車、徒歩で約15分。

## 距離
- 東京駅から296.9km